# Acuité auditive
L'acuité auditive humaine est le champ des fréquences perceptibles par l'oreille humaine ainsi que le seuil de leur perceptibilité.

## Principes fondamentaux
Les individus ne sont pas égaux devant la perception du son. Un certain nombre de facteurs influencent la perception acoustique de chacun :
1. le sexe (la différence morphologique existe aussi sur la cochlée qui fait que les femmes ont une meilleure écoute des haute fréquence[1]).
2. l'âge (la sensibilité acoustique diminue généralement avec l'âge) ;
3. les prédispositions (hérédité) ;
4. l'éducation de l'oreille (on peut apprendre à percevoir ce qui nous était imperceptible auparavant).

## Champ auditif de l'oreille humaine
Si en théorie l'oreille humaine est censée percevoir des fréquences comprises entre 20 Hz et 20 000 Hz, en réalité l'expérience montre qu'il n'y a pas deux individus qui entendent les mêmes choses. Pour déterminer les limites de perception de l'oreille, on doit passer un test d'audiométrie. Ce test détermine quelles fréquences (mesurées en hertz) on entend et en dessous de quelles intensités (mesurées en décibels) on ne les perçoit pas. On obtient ainsi une courbe audiométrique.
On sait que lorsque l'âge augmente, la perception des fréquences aiguës diminue. Cependant, à l'âge d'une oreille parfaitement intègre (de 0 à 30 ans), la fréquence maximale audible est imprévisible. Certaines personnes ne perçoivent rien au-delà de 8 000 Hz, d'autres entendent jusqu'à 25 000 Hz.
Il en est de même pour les basses fréquences, la variabilité d'un individu à l'autre allant de 10  à   30 Hz.
Les tests d'audiométrie négligent ces extrémités de la bande de fréquence, se limitant à une auscultation de la bande comprise entre 125  et   8 000 Hz.[réf. nécessaire]
La normalisation des appareils de haute fidélité s'est également arrêtée à une bande passante standard de 20 Hz-20 000 Hz.

## Seuil d'audibilité
Le seuil d'audibilité (ou seuil d'audition) correspond, pour des sons purs à différentes fréquences, au plus petit niveau sonore audible.
La perception sonore, qui est une donnée subjective, se mesure en phones ou en sones, contrairement au niveau sonore qui se mesure en décibels (dB) SPL (pour Sound Pressure Level). Globalement, pour des sons purs aux fréquences dites moyennes (1000 - 4 000 Hz), 10 dB-SPL supplémentaires correspondent à peu près à un doublement de la phonie, c'est-à-dire à un son subjectivement deux fois plus fort. Ceci n'est plus vrai aux fréquences extrêmes, pour lesquelles il faut augmenter l'intensité davantage, ni pour les sons déjà forts (> 120 dB-SPL), lorsque la perception confine à la douleur, où se manifeste un effet de compression.
Le seuil minimal de perception (0 sone) correspond à une valeur négative de quelques décibels, à la fréquence de 4000 Hz environ. Cette valeur est remarquable, en ce qu'elle dépasse très légèrement le fond sonore créé spontanément par le mouvement des molécules composant l'air ambiant. Ainsi, si notre oreille était légèrement plus sensible, nous percevrions un bruit de fond continu (et en fait certaines personnes le perçoivent lorsqu'elles souffrent d'hyperacousie). L'isosone 0 remonte depuis le point le plus bas d'abord assez lentement, puis très sensiblement lorsque les sons approchent les limites de l'audible. Il y a ainsi une transition continue entre les sons perceptibles et imperceptibles. Les infra-sons sont perçus comme des déplacements d'air et induisent des sensations mécaniques non-audibles mais perceptibles, à la différence des ultra-sons qui n'entraînent aucun effet sensoriel. [réf. souhaitée]